# Раче-Фрам (община)
Община Раче-Фрам (словен. Rače - Fram) — одна з общин Словенії. Адміністративним центром є місто Раче.

## Населення
У 2011 році в общині проживало 6908 осіб, 3433 чоловіків і 3475 жінок. Чисельність економічно активного населення (за місцем проживання), 2691 осіб. Середня щомісячна чиста заробітна плата одного працівника (EUR), 857,54 (в середньому по Словенії 987.39). Приблизно кожен другий житель у громаді має автомобіль (54 автомобілі на 100 жителів). Середній вік жителів склав 41,3 роки (в середньому по Словенії 41.8). 